# Teófilo Leal de Faria
Teófilo de Sousa Leal de Faria CvC • CvA • OA • ComA • OSE (Porto, Santo Ildefonso, 9 de Março de 1888 - Lisboa, 21 de Abril de 1952) foi um distinto oficial da Arma de Engenharia e empresário português.

## Biografia

### Nascimento e família
Nasceu na cidade do Porto a 9 de março de 1889. Casou com Odete Ribeiro, e foi pai de Leonardo Leal de Faria e João Ribeiro Leal de Faria.

### Carreira militar e profissional
Teófilo Leal de Faria assentou praça como voluntário no Regimento de Cavalaria N.º 4 , em 1905, tendo, três anos depois ingressado na Escola do Exército, onde frequentou o curso de Engenharia Militar. Logo no primeiro ano comum de Engenharia e Artilharia, recebeu o 2º prémio honorífico de melhor aluno. Como Alferes do Quadro Permanente foi colocado no Grupo de Telegrafistas de Campanha, tendo, em 1913, passado para o o Regimento de Sapadores Mineiros. Promovido a Tenente, em 1914, serviu como instrutor na Escola de Sargentos e, em 1915, foi colocado na Companhia de Torpedeiros, tendo posteriormente desempenhado funções no Estado-Maior do Exército.
A entrada de Portugal na 1ª Guerra Mundial veio fazer com que o jovem Tenente de Engenharia Leal de Faria embarcasse para França, a 26 de maio de 1917, pertencendo aos quadros do famoso Batalhão de Sapadores de Caminhos de Ferro (BSCF), onde se viria a distinguir e a ser louvado pelo comando do Corpo Expedicionário Português, pelo "muito zelo, dedicação e competência que demonstrou enquanto comandou a Companhia, cujos trabalhos na Bélgica, na região de Merville, mereceram elogiosas referências do Comando Britânico". É promovido a Capitão em fevereiro de 1918 e regressa a Portugal em setembro desse mesmo ano.
De novo em solo pátrio, é colocado como professor do 8º grupo de disciplinas do Instituto Profissional dos Pupilos do Exército (IPPE) e, em acumulação, professor provisório da 1ª Cadeira da Escola do Exército (EE). É, também por esta altura, nomeado para fazer parte da Comissão encarregue de proceder à revisão dos uniformes do Exército.
É nesta altura que são criados os primeiros desenhos que dele se conhecem (datados de 1919) e retratam garbosos uniformes.
Foi, posteriormente, graduado a Major em 1923, e mantem as suas funções docentes nas duas escolas anteriormente referidas e donde lhe é solicitado, em diversos anos, para fazer as ilustrações de programas de eventos e de livros de curso, com o seu traço característico e, muitas vezes humorístico.
Em 1932, é nomeado para integrar a Comissão dos Padrões da Grande Guerra, que vão ser levantados em várias cidades e vilas do País aquém e além-mar.
Como engenheiro participa nos estudos e projetos de melhoramentos e construção de edifícios, tanto no Instituto Profissional dos Pupilos do Exército como na Escola do Exército e, em 1937, é o oficial responsável pelas comemorações do 1º centenário da Escola do Exército.
Em 1938 passa à reserva como Major e vai exercer diversas atividades no âmbito das suas competências como engenheiro e ocupar relevantes cargos públicos, como Presidente do Conselho de Administração das Companhias Reunidas Gás e Eletricidade, Administrador-delegado da Companhia Cimento Tejo e Presidente do Conselho Geral da Federação das Caixas de Previdência.
Entre os vários louvores e condecorações que recebeu ao longo da sua vida, destacamos a de Cavaleiro e, posteriormente, Comendador da Ordem Militar de Avis e a de Oficial da Ordem Militar de San'Iago da Espada.
Para além da Medalha de Prata Comemorativa das Campanhas do Exército Português e da Medalha da Vitória, teve direito, ainda, a usar o distintivo, com o grau de Comendador da Ordem da Torre e Espada, relativo à condecoração coletiva atribuída ao Batalhão de Sapadores de Caminhos de Ferro, pelo desempenho muito relevante, na Grande Guerra, na França.

### Condecorações[3]
- Cavaleiro da Ordem Militar de Cristo de Portugal (28 de Junho de 1919)
- Cavaleiro da Ordem Militar de Avis de Portugal (5 de Outubro de 1922)
- Oficial da Ordem Militar de Sant'Iago da Espada de Portugal (31 de Março de 1927)
- Oficial da Ordem Militar de Avis de Portugal (30 de Abril de 1927)
- Comendador da Ordem Militar de Avis de Portugal (6 de Novembro de 1929)

### Falecimento
Teófilo Leal de Faria acaba por falecer no dia 21 de abril de 1952, com 64 anos.